# Дізо
Дізо (італ. Diso, сиц. Disu) — муніципалітет в Італії, у регіоні Апулія, провінція Лечче.
Дізо розташоване на відстані близько 540 км на південний схід від Рима, 180 км на південний схід від Барі, 45 км на південний схід від Лечче.
Населення — 3010 осіб (2014).
Щорічний фестиваль відбувається 1 травня. Покровитель — San Filippo.

## Демографія
Населення за роками:

Станом на 1 січня 2023 року в муніципалітеті офіційно проживали 74 іноземці з 14 країн, серед них 35 громадян країн Євросоюзу.

## Сусідні муніципалітети
- Андрано
- Кастро
- Ортелле
- Спонгано